# Landkartenkegel
Der Landkartenkegel oder Geographenkegel, auch die Landkarten-Kegelschnecke (Conus geographus), ist eine Schnecke aus der Familie der Kegelschnecken (Gattung Conus). Das Gift dieser fischfressenden Kegelschnecke, die im Indopazifik weit verbreitet ist, gilt als eines der gefährlichsten im Tierreich.

## Merkmale
Conus geographus trägt ein breites, dünnwandiges, oft konvexes, in seinem mittleren und hinteren Abschnitt annähernd zylindrisches Schneckenhaus, das bei ausgewachsenen Schnecken 6,5 bis 16,6 cm Länge erreicht. Die Grundfarbe des Gehäuses ist weiß mit bläulich-grauem, violettem oder rosafarbenem Farbton. Die Oberfläche des Körperumganges ist annähernd glatt und hat eine feine, vielfach unterbrochene Musterung aus bräunlichen bis rotbraunen Linien und kleinen zeltförmigen Flecken, die oft in zwei unregelmäßigen Bändern angeordnet sind. Entfernt erinnert die Geometrie der Zeichnung an ein Kartengitternetz oder eine Landkarte, was den Namen prägte.
Der Protoconch ist rosa bis rot, die Mündung weiß. Das abgeflachte Gewinde ist gefurcht und trägt Knoten. Das Periostracum ist grau bis gelblich oder rötlich braun, dünn und kann durchscheinend sein. Die konvex-zylindrische Form des Gehäuses mit breitem Mittelteil und das stark abgeflachte Gewinde heben den Landkartenkegel von anderen Conus-Arten ab.

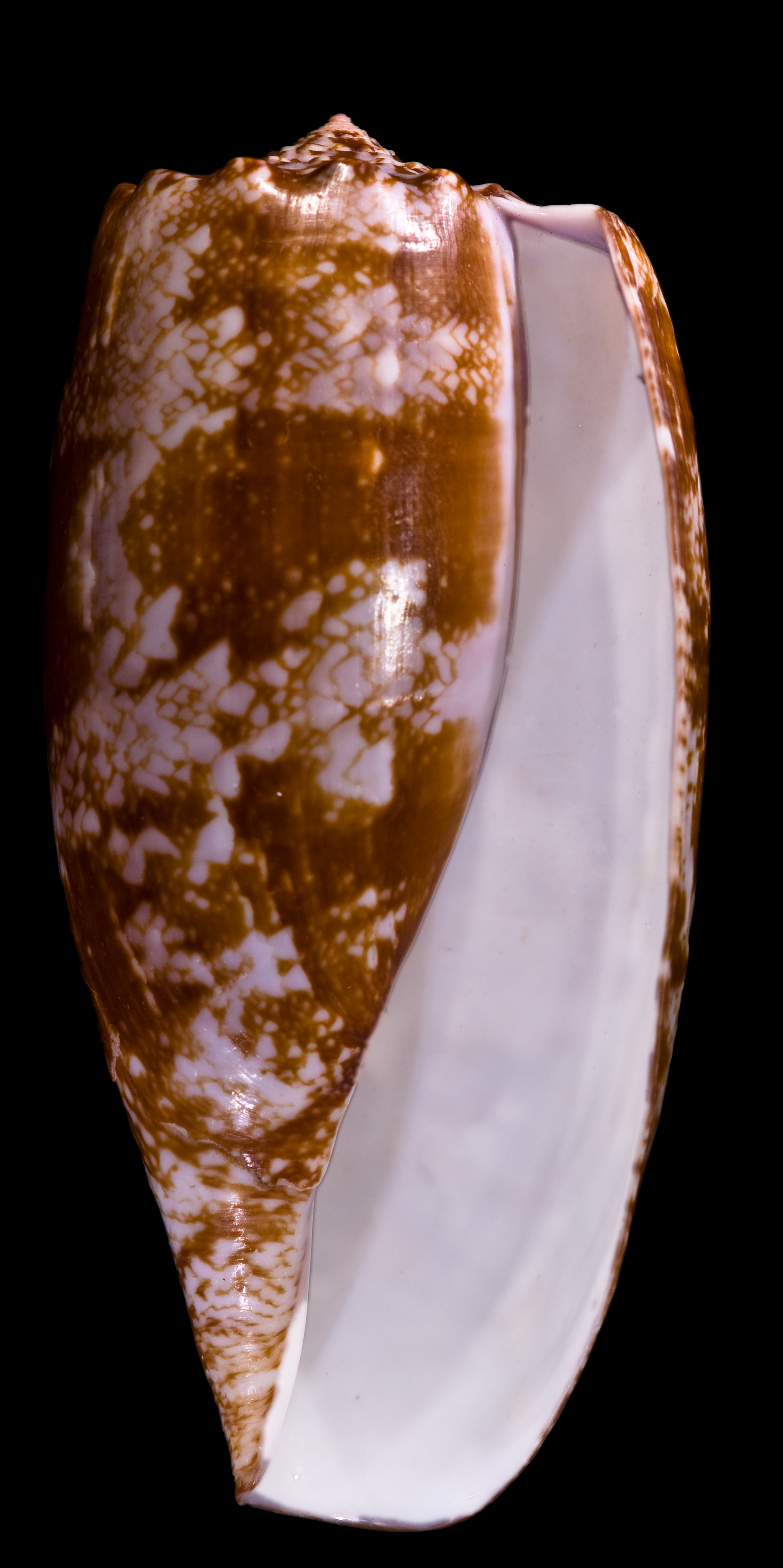
Ansicht auf Mündung
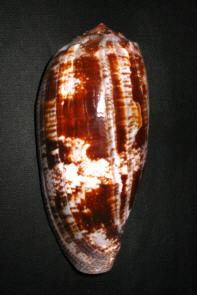
Rückwärtige Ansicht
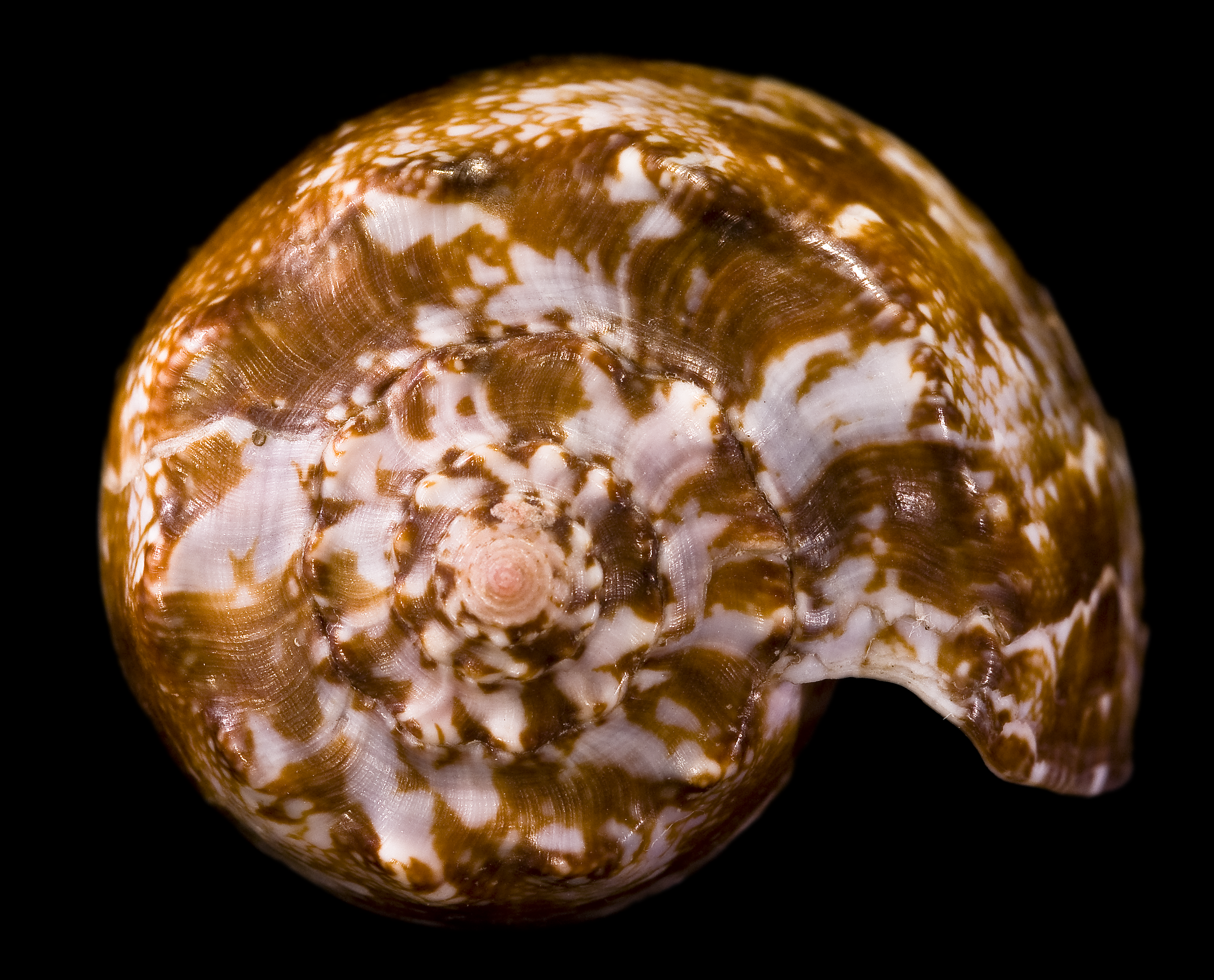
Ansicht auf Gewinde

Das Tier besitzt einen breiten, massiven Fuß, dessen weiße, braun gefleckte und gestreifte Oberseite von einem blass-orangefarbenen, weiß gepunkteten Streifen überzogen ist. Das Rostrum ist gelbbraun, dorsal mit einer dunkelbraunen Marmorierung und am distalen Ende eingekerbt. Die Fühler sind weiß mit einer hellbraunen Spitze, der Sipho weiß mit dunkelbraunen Querstreifen auf hellbraunen Flecken und einer weißen Spitze. Die Fußsohle ist weiß mit hellbraunen Flecken. Die Farbtöne des Tieres variieren.
Die mit einer Giftdrüse verbundenen Radula-Zähne haben an der Spitze einen Widerhaken und gegenüber eine Schneide mit einem kleinen Widerhaken. Sie sind mit etwa 125 Zähnchen hinten bis zur Mitte des Zahns gesägt. An der Basis des Zahns ist nur ein schwaches Knötchen und kein Sporn.

## Verbreitung
Der Landkartenkegel ist weit verbreitet und tritt im Roten Meer sowie im Indischen Ozean um Chagos, Madagaskar, Mauritius, Mosambik und Tansania auf, ebenso im Indopazifik mit Ausnahme von Hawaii.

## Lebensraum
Landkartenkegel leben in der Gezeitenzone von Korallenriffen bis 20 m Tiefe, wo sie sandigen Meeresboden bevorzugen.

## Lebenszyklus
Wie alle Kegelschnecken ist Conus geographus getrenntgeschlechtlich, und das Männchen begattet das Weibchen mit seinem Penis. Aus den Eikapseln schlüpfen Veliger-Larven, die wiederum eine Metamorphose zur Schnecke durchmachen. Pro Laich werden etwa 54 Kapseln abgegeben, die jeweils 14.500 bis 17.800 Eier enthalten. Die Eier haben einen Durchmesser von etwa 190 µm. Hieraus wird zurückgeschlossen, dass die pelagische Periode der Veliger etwa 24 Tage dauert.

## Ernährung
Die Beute von Conus geographus besteht überwiegend aus Fischen, daneben werden auch Weichtiere gefressen. Die Fische werden bei dieser Art ohne vorheriges Zustechen verschluckt, können jedoch im Vorderdarm durch einen Giftzahn getötet werden. Der nachtaktive Landkartenkegel kriecht an Fische heran, die sich ausruhen, entlässt Insulin ins Wasser und stülpt seinen „falschen Mund“ über sie. Durch das Insulin erleiden die Fische offenbar einen hypoglykämischen Schock und werden so immobilisiert. Auf diese Weise können mehrere kleine Fische auf einmal erbeutet werden, die dann im Maul hintereinander mit den giftigen Radulazähnen gestochen werden. Anders als „harpunierende“ Arten wie die Streifen-Kegelschnecke ist der Landkartenkegel auch mit vorverdauten Fischen in seinem Rostrum bereit, weitere Fische zu fressen. Er gehört zu den größten Kegelschnecken und hat eine besonders dünne Schale, was ihn überdurchschnittlich beweglich macht. 8 bis 9 cm lange Kegelschnecken können 13 bis 14 cm lange Fische erbeuten. Kurz zuvor getötete Fische werden auch gefressen.

## Bedeutung für den Menschen
Conus geographus ist auf Grund seiner gemusterten Gehäuse ein beliebtes Sammlerobjekt, so dass der Mensch als ein Hauptfeind gelten kann. Er wird allerdings nicht in der Roten Liste aufgeführt.
Wie andere Kegelschnecken setzt der Landkartenkegel seine giftige Harpune nicht nur zum Beutefang, sondern auch zur Verteidigung ein. Sein Giftzahn kann Handschuhe und Taucheranzüge durchdringen. Das Gift des Landkartenkegels ist eines der für den Menschen gefährlichsten und es gibt Berichte über drei Dutzend Todesfälle in 300 Jahren. Das Gift besteht aus mehreren hundert verschiedenen Toxinen. Es gibt kein Antidot, so dass eine Behandlung darauf abzielt, den Betroffenen bis zum Abbau der Giftstoffe am Leben zu halten.
Einige Giftstoffe (Conotoxine) von Conus geographus haben eine stark analgetische Wirkung und werden deshalb auf medizinische Anwendbarkeit hin untersucht. Ein aus Conus geographus gewonnenes Toxin ist Contulakin-G (Conantokin).